# 雲霧仁左衛門 (傑作時代劇)
『雲霧仁左衛門』（くもきりにざえもん）は、1987年（昭和62年）7月23日・7月30日の2週に渡り、テレビ朝日系列の単発時代劇枠「傑作時代劇」で放送された、松方弘樹主演のテレビ時代劇。原作は池波正太郎。7月23日に「江戸編」が、7月30日に「名古屋編」がそれぞれ放送された。また、テレビ朝日系列局や時代劇専門チャンネルでも再放送されている（詳細は後述）。

## 概要
池波正太郎の同名小説を基にした作品である。
「江戸編」では雲霧一党の引き込み役・七化けのお千代による松屋吉兵衛への接近から、雲霧と内通していた火盗改方与力・岡田甚之助の裏切り、素走りの熊五郎らによる越後屋の金蔵への押し込み、木鼠の吉五郎らによる火盗改方役宅への放火及び雲霧配下の救出、仁左衛門による甚之助への制裁を経て、お千代とともに江戸を出た吉兵衛を追って旗本とその家臣及び瓦屋に扮装した雲霧一党が江戸を出るまでを描く。
「名古屋編」では名古屋へ向かった雲霧一党を追った火盗改方の同心・高瀬俵太郎らの一行が名古屋に到着してから、火盗改方の岡っ引き・政蔵の殺害、雲霧配下の鍵師・山猫の三次の必然的な裏切り、三次の死体を使って盗賊・櫓の福右衛門一味の盗人宿である桶屋へ火盗改方の役人らをおびき寄せ、福右衛門ら一味を摘発させ、さらに仁左衛門ら雲霧一党による松屋襲撃を経て、お盗めを終えた雲霧一党が船で悠々と引き上げるまでを描いた。
なお本作では主に越後屋や松屋への襲撃を重点的に描いているため、原作の主要人物である安部式部や辻蔵之助、お京や由之助と言った人物が登場しない。

## あらすじ

### 江戸編
火付盗賊改方の密偵・留次郎が大川付近で何者かに殺された。切り口や傷口から盗賊・雲霧仁左衛門配下の盗賊によって仕置きされたのではないかと火盗改方は睨んだ。留次郎はかつて、雲霧配下の盗賊であったが、仁左衛門から一人働きを許された後、足を洗い、火盗改方の密偵として活動していた。
留次郎に直接手を下した雲霧一党の小頭・木鼠の吉五郎は、一旦江戸を離れていたが、次のお盗めのために江戸に戻っていた。蔵前の札差・越後屋へのお盗めを控えて、先に江戸に戻っていた雲霧一党の頭・仁左衛門は、次のお盗め先を尾張名古屋の豪商・松屋に決め、一党の引き込み役である七化けのお千代を使い、松屋の主人吉兵衛を色仕掛けで陥れる手筈を整えていた。半年前から従兄の越後屋善右衛門宅に逗留していた吉兵衛は、越後屋に出入りしていた座頭で、雲霧配下の引き込み役・富の市に案内された庵で尼僧姿のお千代と出会い、尼僧らしからぬお千代の美しい裸体に心を奪われてしまった。そして吉兵衛は、お千代をどうしても嫁に迎えたいとする旨を善右衛門と富の市に告げ、理解を得るのだった。
そんなある日、江戸市中を探索していた火盗改方の同心・高瀬俵太郎と岡っ引きの政蔵と六助は、俵太郎の上司である火盗改方与力の岡田甚之助が一党の盗人宿である料亭・佐原屋の裏口から出てくるところを目撃した。甚之助は火盗改方の与力でありながら、密かに雲霧一党と通じ、お互いの情報を交換していたのだった。甚之助が吉五郎と雲霧一党の盗人宿である旅籠の信濃屋で密談をしていたところ、一人の男が信濃屋を見張っていたのを配下の盗賊である六之助が目撃。その男・六助は密かに甚之助を尾行しようとするが、逆に甚之助の待ち伏せに遭い、斬殺される。翌日、六助の死体が大川付近で発見され、その切り口から甚之助の仕業ではないかと睨んだ俵太郎は、真っ先に上司である甚之助に疑いの目を向けるが、その甚之助はすでに先手を打ち、一党の盗人宿である佐原屋と信濃屋に探索の手を入れていた。吉五郎と素走りの熊五郎は、甚之助の行為を一味に対する裏切りと知り憤るが、逆に仁左衛門は、甚之助の行動を見極めた上で、彼の仕掛けた罠に進んで入ろうとする。そして、甚之助に対する仕置きを必ず行うと決意するのだった。
その後雲霧一党と火盗改方双方の動きがない中で、甚之助は富の市に偶然遭遇した。目が見えない筈の富の市の目が見えると知った甚之助は、富の市の弱みを握った上で富の市を利用し、仁左衛門らを一網打尽にしようと考える。翌日、お千代が越後屋に現れ、吉兵衛は善右衛門と共に喜び勇んで出迎えに行った。善右衛門と吉兵衛が不在の間に、越後屋の台帳を盗み見た富の市は、越後屋に金子3万両が次の日に入る事を知り、その事を仁左衛門だけでなく、甚之助にも伝えた。仁左衛門はすぐさま次の日の夜のお盗めを決意し、六之助を通じて仲間たちに繋ぎを取った。雲霧一党が越後屋の金蔵を狙っている事を知った甚之助は、同じく火盗改方の与力である山田藤兵衛らと共に雲霧一党を迎え撃つべく、越後屋に厳重な警備態勢を整えた。
越後屋に火盗改方の役人が続々と集まっているとの報告を六之助から受けた仁左衛門は、放って置けと言いつつも、すでに奥の手を考えていた…。

### 名古屋編
越後屋の金蔵から3万両を無事に盗み取った雲霧仁左衛門とその一党は、尾張名古屋の豪商・松屋でのお盗めを果たすため、旗本・福田右京とその家臣、さらに公儀御用の瓦職人に扮装し、名古屋へ向かった。
越後屋の一件で雲霧に煮え湯を飲まされた火付盗賊改方は、雲霧一党が尾張名古屋へ向かったという噂を頼りに、同心・高瀬俵太郎と岡っ引きの政蔵らを名古屋へと差し向けた。江戸での汚名をそそぐべく、俵太郎は仁左衛門ら雲霧一党を捕らえるまでは江戸へ戻らぬ、という決意を固め、尾張藩の町奉行所の役人に協力を要請するのだった。
その頃、名古屋の薬種問屋・松屋では、主人の吉兵衛とお千代の祝言が滞りなく行われ、お千代と言う生涯の伴侶を手にした吉兵衛は、改めてその嬉しさに浸っていた。
ある日、大須観音近くの茶屋で働く老婆を見掛けた政蔵は、以前どこかで見た女に似ているのを思い出すが、はっきりとした記憶がなく、すぐに下っ引きと探し回った。その後、雲霧一党の盗人宿である茶屋に現れたお千代は、仁左衛門に、お盗めのためとは言え、吉兵衛の妻になった苦しさ辛さを吐露した。そんなお千代に仁左衛門は、慰めの言葉を掛けつつも、越後屋や松屋に対するお盗めを、彼らの様な「金で人の横っ面を張りながら天として恥じず、金が全てだと嘯く者」の鼻を明かし、かつ彼らをコケにして笑い者にし、震え上がらせてやるのが目的だと語るのだった。
大須観音の茶屋で見掛けた老婆の顔が、雲霧一党の引き込み役・黒塚のお松に似ている事に気づいた政蔵は、彼女こそが黒塚のお松の扮装した姿である事を確信し、茶屋へ引き返し、お松を捕らえようとするが、雲霧配下の盗賊によって刺殺される。お松を捕らえようとした岡っ引きが、江戸から来た火盗改方の岡っ引きである事を知った仁左衛門は、茶屋にいる配下の者たちに、直ちにここを棄てて逃げるように命じた。その夜、変わり果てた姿で発見された政蔵を見て、俵太郎は留次郎や六助を失った時を同じ悔しさを味わうのだった。
その頃、名古屋へ着いたばかりの鍵師・山猫の三次は、岡場所で出会った恰幅のいい男から金子の入った財布を受け取ってしまう。その恰幅のいい男こそ大盗賊・櫓の福右衛門だった。偶然にも三次が福右衛門と会っているのを見掛けたと言う吉五郎に、とある神社に潜伏していた仁左衛門は福右衛門の腹の中を探るべく、福右衛門に一度会うという目的で吉五郎に繋ぎを取る様に命じた。そして仁左衛門は福右衛門と対面しどちらかが手を引くように話すのだが、結局徒労に終わってしまう。
松屋で動きが取れない日々が続く三次は、ふとした事から治平に八つ当たりをしてしまう。そして自ら好意を寄せるお千代にもあしらわれ、居場所が無くなった三次は、櫓の福右衛門配下の棚蒲の仁三郎から福右衛門のところに来る様にとの誘いを受け、一味の盗人宿である田島屋と言う桶屋に向かう。そこで福右衛門から金を受け取るようにと脅された三次は、誘惑に負け、金を受け取ってしまう。そしてその時点で雲霧一党を裏切ったと同じだと言う事を知らされた。
翌朝、三次が田島屋から出てくるところを目撃した治平は、その田島屋が櫓の福右衛門一味の盗人宿である事をお千代に伝えた。さらにお千代は、御用の為名古屋城へ出向くと言う夫の吉兵衛から、新田を開発するから5万両を貸す様に言われ、その金が松屋の金蔵にあり、尚且つ次の日に納めた後は金蔵は空になると言う。その事を治平から聞いた仁左衛門は、日が暮れる迄に配下の者たちを集め、今夜中に松屋に押し込むとの意思を吉五郎たちに伝える。しかし、金蔵の場所も分からず、鍵の場所も分からないため、吉五郎たちは仁左衛門は松屋への押し込みを諦める様に諭すが、仁左衛門の決意は変わらなかった。そして仁左衛門は三次に、明日の夜に松屋に押し込むとの嘘の報告をした上で、三次に江戸に戻る様に命じた。これを聞いた三次は、田島屋にいる福右衛門たちに、雲霧一党が明日の夜に松屋に押し込む事に伝えるが、折しも江戸から火盗改方の与力・山田藤兵衛らの一行が政蔵殺害の一件で名古屋へ向かっており、事態は意外な展開を迎えるのだった…。

## キャスト
- 雲霧仁左衛門：松方弘樹
- 木鼠の吉五郎：中村嘉葎雄
- 七化けのお千代：浅野ゆう子
- 山猫の三次：下條アトム
- 富の市：小鹿番
- 治平：奥村公延
- 高瀬俵太郎：地井武男
- 岡田甚之助：横内正
- 松屋吉兵衛：財津一郎
- 越後屋善右衛門：小松方正
- 櫓の福右衛門：丹波哲郎

## スタッフ
- プロデューサー：杉崎保（テレビ朝日）、佐伯明、松平乗道、亀岡正人（東映）
- 原作：池波正太郎（新潮社ほか）
- 脚本：安倍徹郎（江戸編）、野上龍雄（名古屋編）
- 語り：福田豊土
- 音楽：津島利章
- 監督：池広一夫
- 制作：テレビ朝日、東映

## 主題歌
- 『言葉よ風に乗れ』
  - 作詞：斉藤謙策、作曲：伝田一正、歌：JADOES

## 備考
- 番組で使用されている劇伴音楽は、基本的に津島利章のオリジナル曲がほとんどだが、使用されている曲の中には、『桃太郎侍』（作曲：木下忠司）、『影同心』（作曲：渡辺岳夫）など、過去の東映制作のテレビ時代劇や、過去に津島が手掛けた作品（『悪党狩り』[1]や『御金蔵破り』『乾いて候』など）の劇伴音楽が少なからず使用されている。
- 「江戸編」「名古屋編」のストーリー展開や人物設定の一部が、後にフジテレビ系で1991年に放送された『雲霧仁左衛門（萬屋錦之介主演版）』（脚本：野上龍雄）に流用されている。